# Љиљана Благојевић (архитекта)
Љиљана Благојевић је српски архитекта. По образовању је доктор техничких наука у области архитектуре и ванредни професор на Архитектонском факултету Универзитета у Београду.

## Публикације
Др Благојевић је аутор следећих књига:
- Модерна кућа у Београду 1920–1941. Београд: Задужбина Андрејевић, 2000.
- Modernism in Serbia: The Elusive Margins of Belgrade Architecture 1919–1941. Cambridge, Mass.: MIT Press in association with Harvard University Graduate School of Design, 2003.
- Нови Београд: оспорени модернизам. Београд: Завод за уџбенике, Архитектонски факултет и Завод за заштиту споменика културе града Београда, 2007.